# Carlos Olivier
Carlos Raúl Fernández Olivier (kurz: Carlos Olivier; * 26. Januar 1952 in Venezuela; † 22. Januar 2007 in Caracas, Venezuela) war ein venezolanischer Fernsehschauspieler und Chirurg.

## Leben
Olivier war der Sohn von Linda Olivier. Er studierte Medizin an der Universidad Central de Venezuela und besuchte nebenbei einen Workshop für junge Darsteller des Fernsehsenders RCTV. Dieser Kurs wurde von Hugo Ulive, Isaac Chocrón, Julio César Mármol, Humberto Colmenares, Román Chalbaud und Manuel Bermúdez geleitet. Dass seine Mutter Schauspielerin war, erleichterte ihm die eigene Karriere. Olivier wirkte in vielen Telenovelas des RCTVs und Venevisións mit, unter anderem 1983 in der Telenovela Leonela. Er lebte fünf Jahre lang in den Vereinigten Staaten, wo er in zwei Episoden der amerikanischen Fernsehserie Miami Vice mitwirkte. Später war er Gastgeber des Fernsehprogramms El Gran Evento con Carlos Olivier für den hispanischen Kanal Telemundo.
Des Weiteren nahm Olivier zwei Platten mit dem Produzent Emilio Estefan auf. Er starb in Caracas an einem Herzinfarkt. Seit seinem 18. Labensjahr litt er zudem an Multipler Sklerose.

## Filmografie
Telenovelas
- Leonela
- Miedo al Amor
- La Señora de Cárdenas
- Rosalinda
- Marta y Javier
- De Mujeres
- Contra Viento y Marea
- Los Querendones